# راكيل اولميدو
راكيل اولميدو (بالإسبانية: Raquel Olmedo)‏ هي ممثلة مكسيكية من أصل اسباني (مواليد 3 مارس 1937م) احترفت التمثيل في مسارح المكسيك 

## حياتها
ولدت أولميدو في كاباريان، لاس فيلاس، كوبا، وبدأت حياتها المهنية هناك في غناء الأوبرا على المسرح. في أعقاب الثورة الكوبية عام 1959، جاءت أولميدو إلى المكسيك في عام 1959 كفنانة غير معروفة. قامت ببعض العمل في مجال السينما قبل أن تحصل أخيرًا على دور صغير في المسلسل التلفزيوني La sombra del otro في عام 1963.

## روابط خارجية
- راكيل اولميدو على موقع IMDb (الإنجليزية)
- راكيل اولميدو على موقع ألو سيني (الفرنسية)
- راكيل اولميدو على موقع أول موفي (الإنجليزية)
- راكيل اولميدو على موقع قاعدة بيانات الفيلم (الإنجليزية)
- راكيل اولميدو على موقع كينوبويسك (الروسية)